# Пролетарский (Вязниковский район)
Пролета́рский — посёлок в составе Октябрьского сельского поселения в Вязниковском районе Владимирской области России. Этот населённый пункт состоит из одной улицы.

## География
Посёлок расположен в 20 километрах от посёлка Никологоры.

## Население
| 2002 | 2010 | 2021 |
| ---- | ---- | ---- |
| 14   | ↘12  | ↘9   |